# Bela Vista do Maranhão
Bela Vista do Maranhão is een gemeente in de Braziliaanse deelstaat Maranhão. De gemeente telt 8.855 inwoners (schatting 2009).